# 雷诺·朗纳·莱赫托
雷诺·朗纳·莱赫托（芬蘭語：Reino Ragnar Lehto，1898年5月2日—1966年7月13日，1901年之前姓氏为拉格隆德/），芬兰律师及政府官员。他在1963年12月至1964年9月担任临时内阁的总理。去世前他担任新地省省长。